# 치메이향

치메이 향의 위치

치메이향(중국어: 七美鄉, 병음: Qīměi Xiāng)은 중화민국 펑후 현의 향이다. 넓이는 6.9868km2이고, 인구는 2015년 8월 기준으로 3,776명이다.

## 지리
치메이 향은 펑후 현의 남부, 펑후 제도의 최남단에 위치한다.

## 교통
- 치메이 공항